# انا شیباهارا
انا شیباهارا (انگلیسی: Ena Shibahara؛ زادهٔ ۱۲ فوریهٔ ۱۹۹۸) تنیس‌باز زن اهل ژاپن است.